# Ricardo Lucarelli
Ricardo Samuel Lucarelli Santos de Souza (Contagem, 14 februari 1992), vaak kortweg Lucarelli genoemd, is een Braziliaanse volleybalspeler.
Met Minas Tênis Clube werd hij in 2012 Braziliaans kampioen. Met het Braziliaans volleybalteam won Lucarelli het Zuid-Amerikaans kampioenschap in 2013 en 2015, in 2013 de FIVB World Grand Champions Cup en werd hij in 2016 olympisch kampioen.